# Bernarda Manso y Chaves
Bernarda Manso de Velasco y Chaves (Madrid, 16 de diciembre de 1789-17 de enero de 1860) fue una pintora española.

## Biografía
Hija de José María Manso de Velasco y del Águila, III conde de Superunda, y de María Dolores Chaves y Contreras, fue marquesa consorte de la Lapilla y Monesterio. Pintora de afición, fue nombrada académica de mérito de la de Academia de Nobles Artes de San Fernando el 2 de febrero de 1817. En dicha institución se conservaba de su mano una Virgen con el Niño Dios dormido. Falleció el 17 de enero de 1860.